# Sarah Thonig
 (mars 2017).
Si vous disposez d'ouvrages ou d'articles de référence ou si vous connaissez des sites web de qualité traitant du thème abordé ici, merci de compléter l'article en donnant les références utiles à sa vérifiabilité et en les liant à la section « Notes et références ».
Sarah Agrippine Thonig (née le 16 février 1992 à Munich) est une actrice et danseuse allemande.

## Biographie
Sarah Thonig apparait pour la première fois à l'écran en 2003 dans le téléfilm d'Ariane Zeller Heiraten macht mich nervös, elle est alors âgée de 11 ans.

Après le lycée en 2011, Sarah Thonig prend des cours de théâtre avec l'Ensemble des Jeunes du Residenztheater Munich jusqu'en 2014. 

Simultanément de cette formation, elle tient le rôle principal dans les pièces de théâtre telles que Katzelmacher de Rainer Werner Fassbinder (2012) et DNA de Dennis Kelly (2013) au Residenz Theater .

Depuis 2012, on la peut voir dans des téléfilms et des séries télévisées.

## Filmographie
- 2003 : Heiraten macht mich nervös d'Ariane Zeller (téléfilm)
- 2004 : Salzburger Land (Imagefilm) (rôle principal)
- 2012 : Dahoam is Dahoam (Série TV)
- 2012 : Lebenslänglich Mord – épisode : Die kleine Königin (rôle principal)
- 2014 : Hotel 13  (Série TV en 49 épisodes) – Liv Sonntag (rôle principal)
- 2014 : Aktenzeichen XY … ungelöst  (Série TV) 1 épisode
- 2014 : Alles was zählt  (Série TV) - Susi Carstens
- 2015 : Le Tourbillon de l’amour (Sturn der Liebe) - 11 épisodes (Série TV) - Becky McPherson
- 2015 : Le Renard - épisode : Die Puppenspieler  (Série TV)
- depuis 2015 : Die Rosenheim-Cops  (Série TV) - 69 épisodes
- 2017 : Wilsberg - épisode : Die fünfte Gewalt